# Bivaque Felice Giordano
O Bivaque Felice Giordano (em italiano:  Bivacco Felice Giordano) é um refúgio de montanha a 4 167 m de altitude quase no cume do Corno Balmen, e pertence ao Clube alpino italiano.

## História
O Bivaque Felice Giordano, que se encontra ma comuna de Gressoney-La-Trinité, foi construído por razões militares durante a Segunda Guerra Mundial mas foi melhorado em 1985 com o seu aspecto actual.
Foi-lhe dado o nome de  Felice Giordano um grande guia de montanha da região de Alagna Valsesia, que atingiu este cume a 29 de Avril de 1968.inaugurada a 18 de Agosto de 1893 aquando da visita da da rainha Margarida de Saboia, rainha de Itália que aí passou uma nooite e lhe deixou o nome.

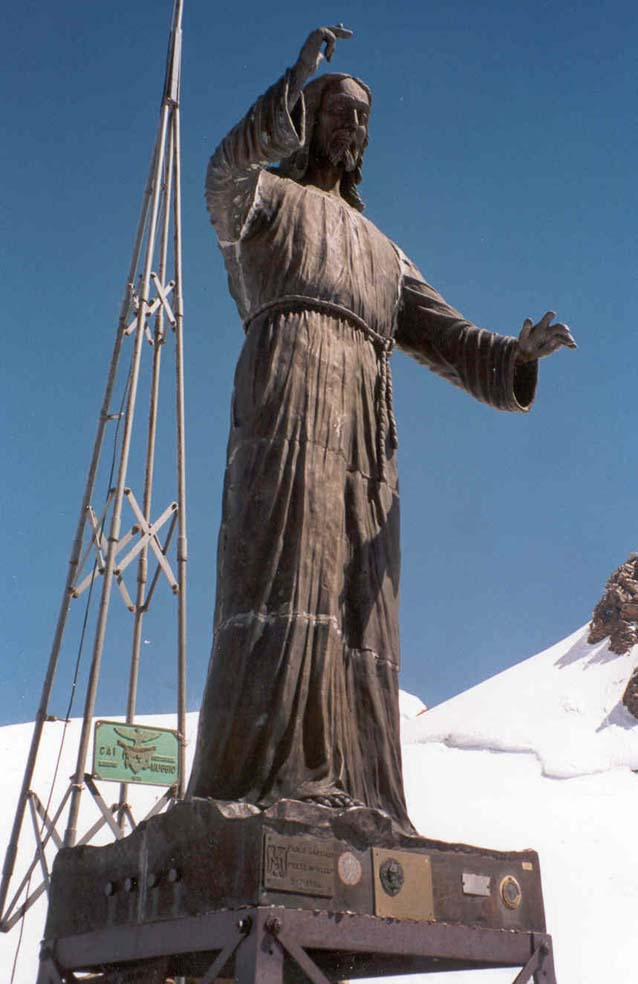
O Cristo dos Cumes

Acima do bivouac encontra-se o Cristo dos Cumes que se visto de todos os picos do Monte Rosa.